# Ophiopogon tonkinensis
Ophiopogon tonkinensis är en sparrisväxtart som beskrevs av Léopold Rodriguez. Ophiopogon tonkinensis ingår i släktet Ophiopogon och familjen sparrisväxter. Inga underarter finns listade i Catalogue of Life.